# Microgoniella delicatula
Microgoniella delicatula är en insektsart som beskrevs av Melichar 1951. Microgoniella delicatula ingår i släktet Microgoniella och familjen dvärgstritar. Inga underarter finns listade i Catalogue of Life.